# Colostygia pectinaria
Colostygia pectinaria là một loài bướm đêm trong họ Geometridae.